# Le Ravissement
Pour les articles homonymes, voir Ravissement.
Pour plus de détails, voir Fiche technique et Distribution.
Le Ravissement est un film dramatique français réalisé par Iris Kaltenbäck, sorti en 2023.

## Synopsis
Peu de temps après avoir rompu avec son petit ami, Lydia, sage-femme, rencontre Milos, un chauffeur de bus, mais celui-ci n'envisage pas une relation durable. Lorsque Salomé, sa meilleure amie, donne naissance à une fille, Lydia retrouve Milos à l'hôpital. Elle prétend alors que le bébé est le sien et qu'il est le père.

## Fiche technique
Sauf indication contraire, les informations mentionnées dans cette section peuvent être confirmées par les bases de données cinématographiques IMDb et Allociné,  présentes dans la section « Liens externes ».
- Titre original : Le Ravissement
- Réalisation : Iris Kaltenbäck
- Scénario : Iris Kaltenbäck
- Musique : Alexandre de La Baume
- Décors : Anna Le Mouël
- Costumes : Caroline Spieth
- Photographie : Marine Atlan
- Son : Simon Apostolou, Antoine Bailly, Guilhem Domercq et Caroline Spieth
- Montage : Pierre Deschamps et Suzana Pedro
- Production : Alice Bloch et Thierry de Clermont-Tonnerre
- Sociétés de production : Mact Productions, Marianne Productions, JPG Films, Arte France Cinéma, en association avec la SOFICA Cinéventure 8
- Société de distribution : Diaphana Distribution
- Budget : 2 millions d'euros
- Pays de production :  France
- Langue originale : français
- Format :
- Genre : Drame
- Durée : 97 minutes
- Dates de sortie :
  - France : 20 mai 2023 (Festival de Cannes) ; 11 octobre 2023 (sortie nationale)
  - Suisse : 29 septembre 2023 (Festival de Zurich)

## Distribution
- Hafsia Herzi : Lydia
- Alexis Manenti : Milos
- Nina Meurisse : Salomé
- Younès Boucif : Jonathan
- Radmila Karabatic : Jelena, la mère de Milos
- Dusko Badnjar : Ivan, le père de Milos
- Ana Blagojevič : Miléna, la soeur de Milos
- Grégoire Didelot : Philippe, le beau-frère de Milos
- Mathieu Perotto : Julien, l'ex de Lydia

## Production
Iris Kaltenbäck s'inspire d'un fait divers résumé en deux lignes dans un journal : une jeune femme empruntait l'enfant de sa meilleure amie et faisait croire à un homme qu'elle en était la mère.
Avec ce film, elle souhaitait se pencher sur les bouleversements apportés par la maternité dans une amitié et la place du mensonge et du faux-semblant dans une histoire d'amour, mais aussi interroger notre image de la maternité et de la paternité.
Les scènes dans la maternité ont été tournées à la maternité des Lilas, en Seine-Saint-Denis. L'équipe du film, réduite à trois personnes, ainsi que l'actrice Hafsia Herzi ont observé le déroulement des gardes d'une sage-femme. Hafsia Herzi a pu apprendre et reproduire les gestes de soin pour le tournage des scènes d'accouchement.

## Inspiration
La réalisatrice ainsi que la cheffe-opératrice du film se sont inspirées d'œuvres sur des héros ordinaires, comme Taxi Driver ou Panique à Needle Park. Pour filmer la ville et la solitude des personnages, elle a notamment pris pour référence Yi Yi d'Edward Yang et Millenium Mambo de Hou Hsiao Hsien.

## Distinctions

### Récompenses
- Festival de Cannes 2023 : sélection Semaine de la critique, Prix SACD
- Festival du film de Zurich 2023 : mention spéciale du Jury
- Festival du film de Montreuil 2023 : prix du public jeune "Pass Culture"
- Prix Louis-Delluc 2023 : prix du premier film
- Prix du Syndicat Français de la Critique de Cinéma 2024 : Prix du meilleur premier film français

### Nominations
- César 2024[3] :
  - Meilleure actrice pour Hafsia Herzi
  - Meilleur premier film